# Draba dubia
Draba dubia là một loài thực vật có hoa trong họ Cải. Loài này được Suter mô tả khoa học đầu tiên năm 1802.